# Caribbean Queen (No More Love on the Run)
«Caribbean Queen (No More Love on the Run)», inicialmente lanzada como «European Queen (No More Love on the Run)», es una canción de 1984 del cantante trinitense-británico Billy Ocean. coescrita y producida por Keith Diamond. El solo de saxofón es interpretado por Vernon Jeffrey Smith.
llegó al número uno tanto en la lista Billboard Hot 100 como en la lista Billboard Black Singles de Estados Unidos y al número seis en la UK Singles Chart del Reino Unido. La canción le valió a Ocean el Premio Grammy de 1985 a la Mejor Interpretación Vocal Masculina de R&B, convirtiéndolo en el primer artista británico en ganar en esa categoría.   

## Historia
La canción fue lanzada inicialmente en el Reino Unido como "European Queen" en mayo de 1984 pero no tuvo éxito. Según lo sugerido por la gente de la compañía discográfica, fue regrabado para diferentes partes del mundo, lo que resultó en las versiones "Caribbean Queen" y "African Queen".
La canción fue lanzada en Europa como "European Queen" y nadie estaba interesado en ella. Cuando cambiamos el nombre a "Caribbean Queen" y lo lanzamos en los Estados Unidos, comenzó a crecer como una bola de nieve y a sonar en Europa. Supongo que tenía más atractivo como "Reina del Caribe" porque Europa evoca una visión de lluvia, nieve y frío, pero el Caribe suena como sol y cielos azules. Es mucho más exótico.

— Billy Ocean

## Posicionamiento en listas
| Lista (1984–1985)                      | Posición |
| -------------------------------------- | -------- |
| Australia (Kent Music Report)          | 2        |
| Canadá (RPM Top Singles)               | 1        |
| Estados Unidos (Billboard Hot 100)     | 1        |
| Estados Unidos (Adult Contemporary)    | 7        |
| Estados Unidos (Hot R&B/Hip-Hop Songs) | 1        |
| Estados Unidos (Hot Dance Club Songs)  | 1        |
| Estados Unidos Cash Box                | 2        |
| Francia (SNEP)                         | 23       |
| Irlanda (IRMA)                         | 7        |
| Nueva Zelanda (Recorded Music NZ)      | 1        |
| Reino Unido (UK Singles Chart)         | 6        |